# Glyceria elata
Glyceria elata är en gräsart som först beskrevs av George Valentine Nash, och fick sitt nu gällande namn av Marcus Eugene Jones. Glyceria elata ingår i släktet glycerior, och familjen gräs. Inga underarter finns listade i Catalogue of Life.

## Bildgalleri

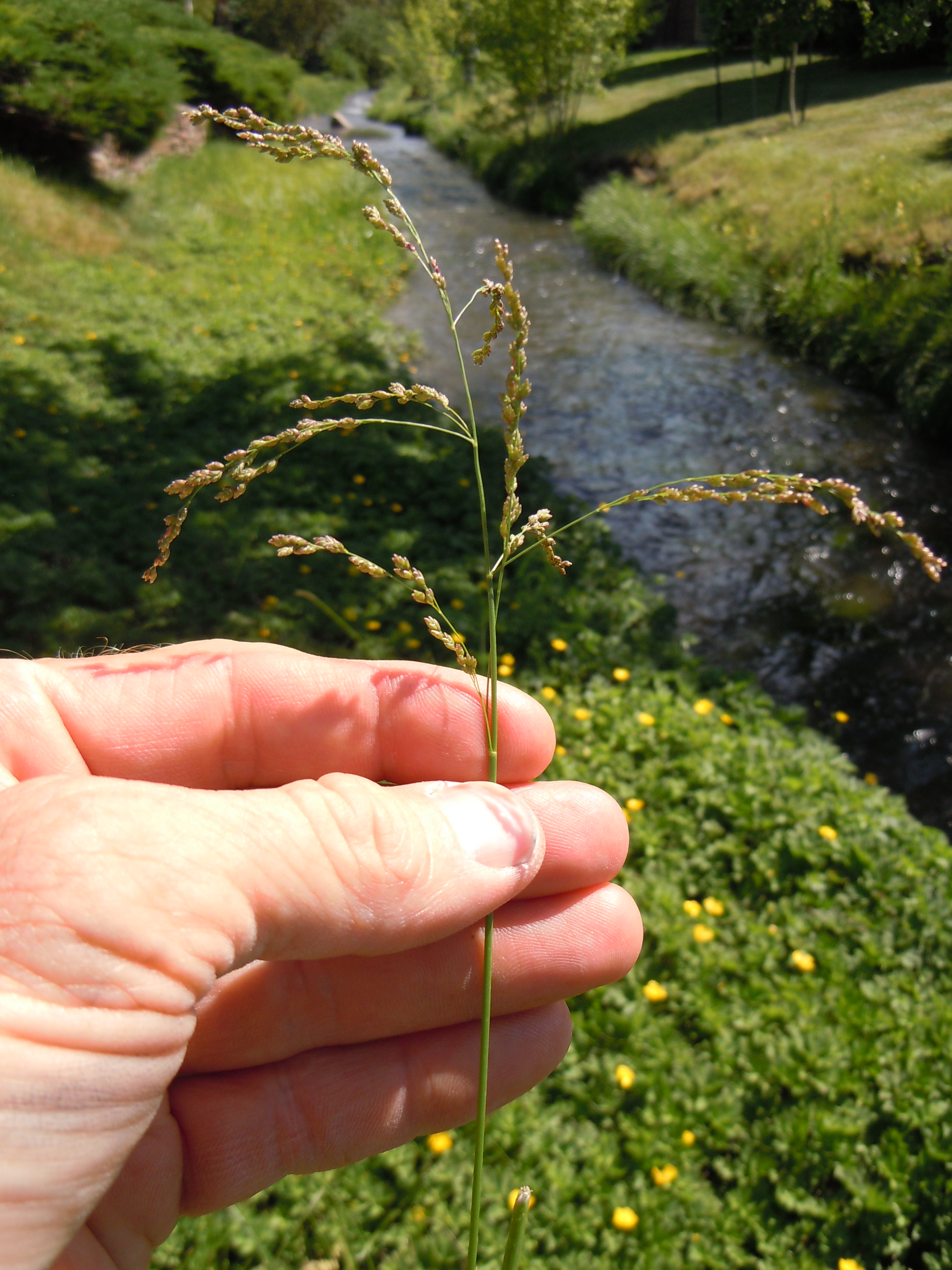
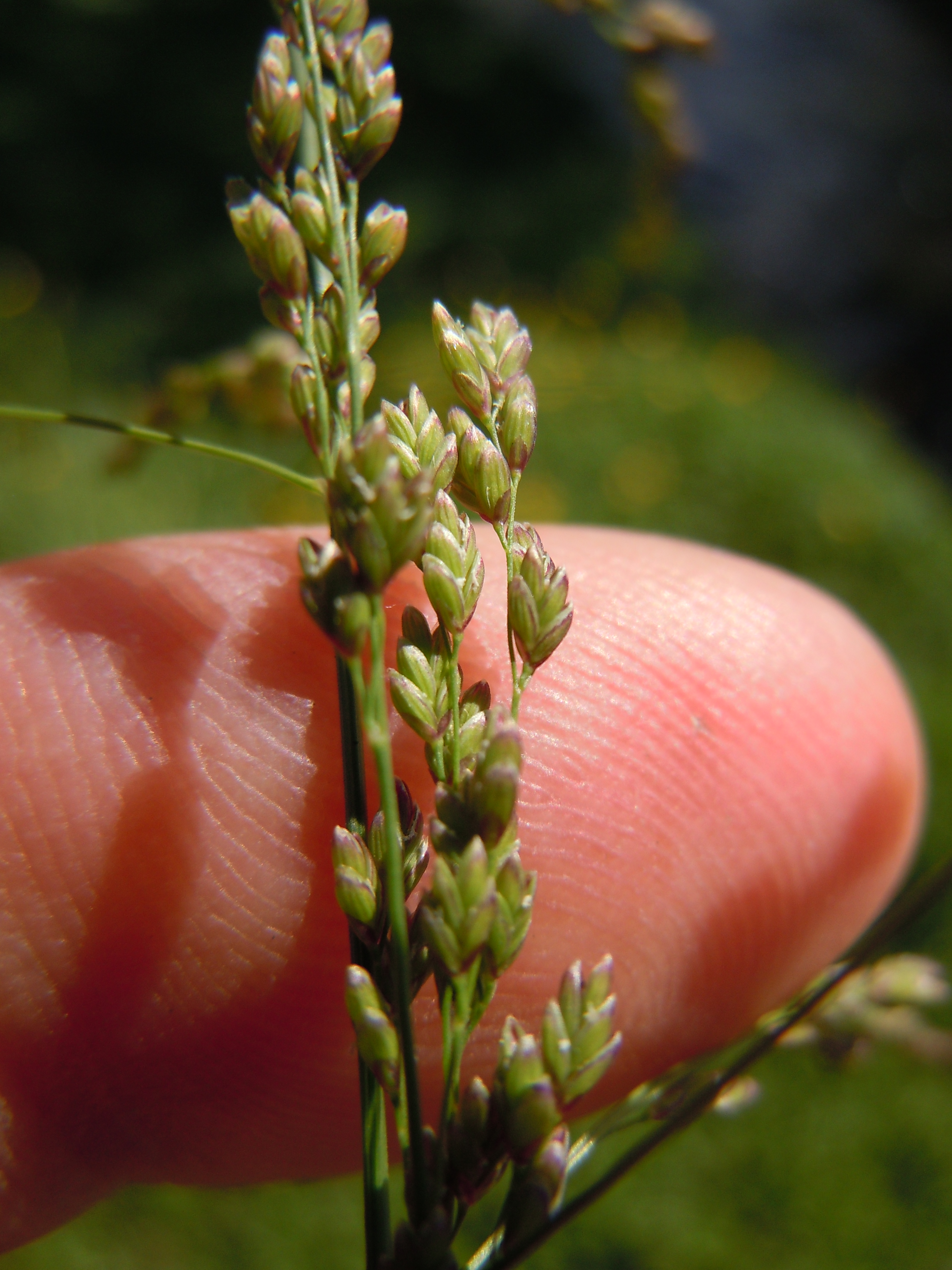
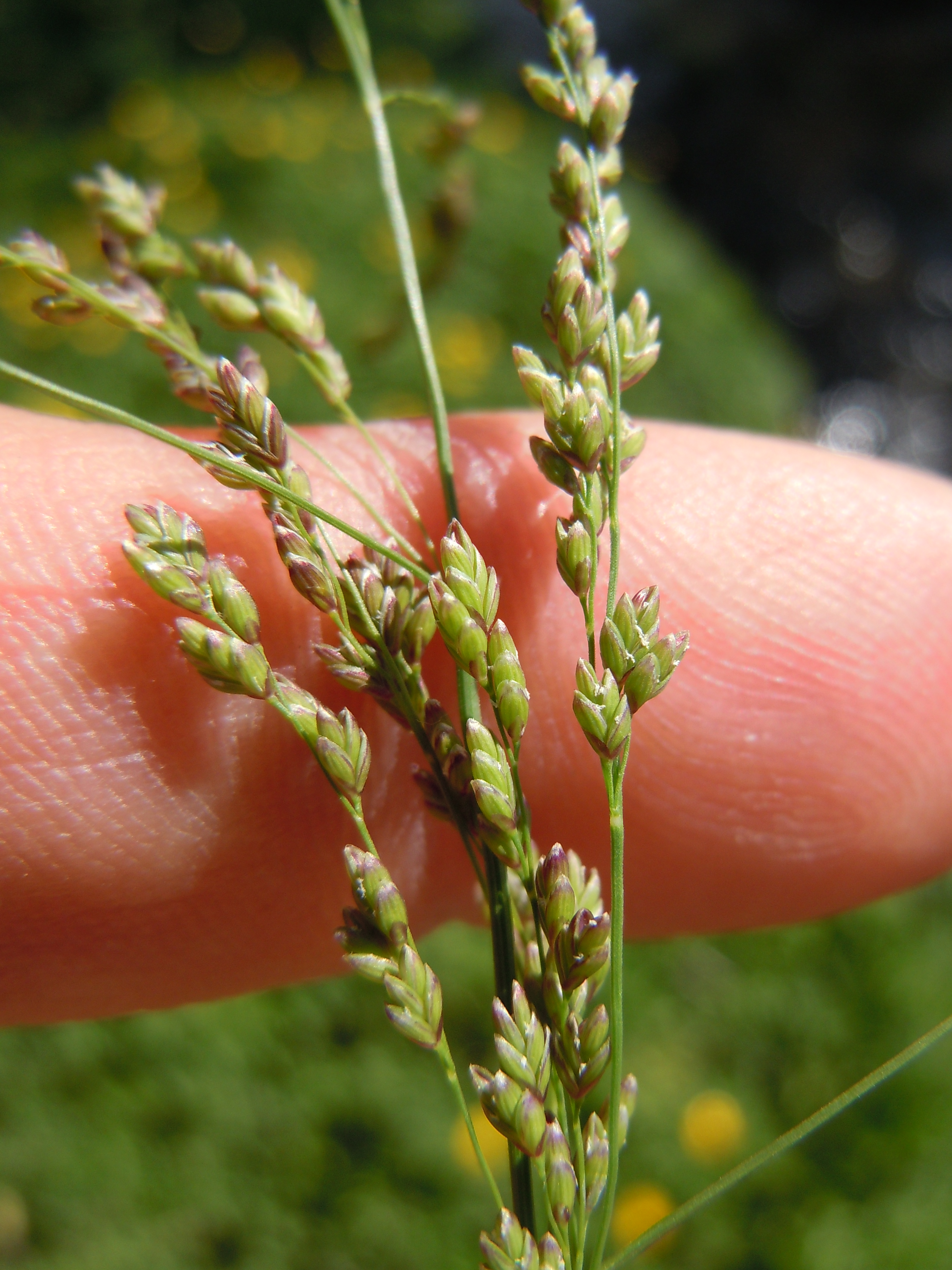
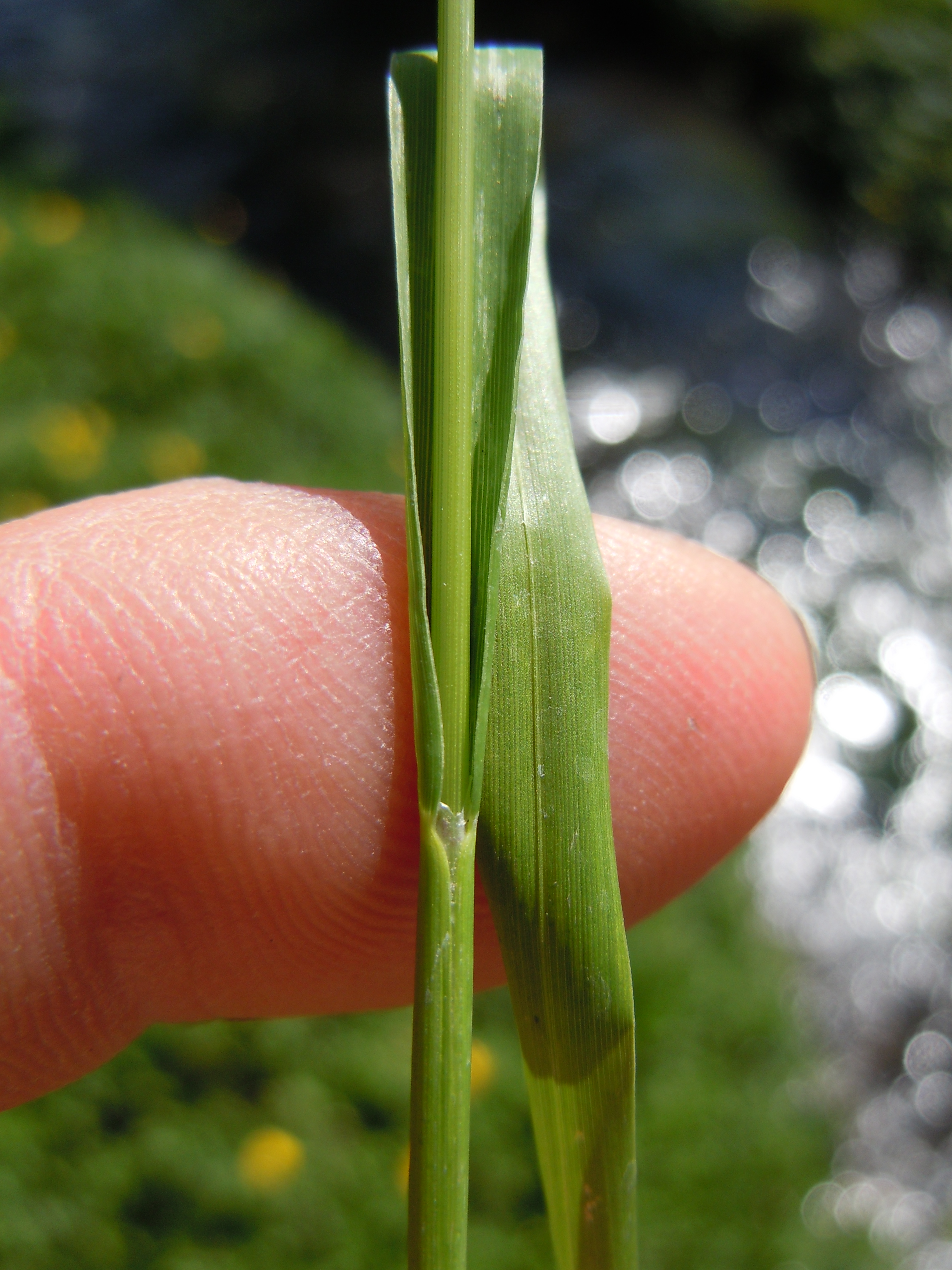